# Stazione di Faro
La stazione di Faro (in portoghese Estação de Faro) è la principale stazione ferroviaria della cittadina portoghese di Faro.

## Storia
La stazione fu aperta al traffico il 1º luglio 1889.